# 1993 no jornalismo
Nesta página encontrará referências aos acontecimentos directamente relacionados com o jornalismo ocorridos durante o ano de 1993.

## Eventos
- 1 de janeiro - Lançamento da estação televisiva pan-europeia e multilingue Euronews.
- 25 de março - Lançamento da revista semanal portuguesa "Visão".
- Começou a ser editada no Brasil a revista cor-de-rosa "Caras".
- Lançamento da revista semanal "Focus" em Munique (Alemanha).

## Nascimentos
| Data | Nome | Profissão | Nacionalidade | Observações | Ref |
| ---- | ---- | --------- | ------------- | ----------- | --- |

## Mortes
| Data          | Nome          | Profissão             | Nacionalidade | Observações | Ref   |
| ------------- | ------------- | --------------------- | ------------- | ----------- | ----- |
| 15 de Janeiro | Carlos Pinhão | jornalista e escritor | Portugal      | n. 1924     | [ 1 ] |